# Patrick Jenkin
Charles Patrick Fleeming (Patrick) Jenkin, Baron Jenkin van Roding  (Edinburgh, Schotland, 7 september 1926 – Bury St. Edmunds, Engeland, 20 december 2016) was een Brits politicus van de Conservative Party.